# ダイサートエタル
ダイサート・エタル（英: Municipality of Dysart et al）は、カナダ・オンタリオ州ハリバートン郡に属する地方自治体で、複数の町の連合体。町の正式名称は「ダイサート、ブルトン、クライド、エール、ギルフォード、ハーバーン、ハーコート、ヘイブロック連合町（The United Townships of Dysart, Bruton, Clyde, Dudley, Eyre, Guilford, Harburn, Harcourt and Havelock）」であり、略して「ダイサート・エタル（Dysart et al）」または「ダイサート他（Dysart and others）」と呼ばれる。町はハリバートン・ビレッジを含む。